# Villamayor
Villamayor de Armuña é um município da Espanha na província de Salamanca, comunidade autónoma de Castela e Leão, de área 16,07 km² com população de 4221 habitantes (2004) e densidade populacional de 262,66 hab/km².

## Demografia
| Variação demográfica do município entre 1991 e 2004 | Variação demográfica do município entre 1991 e 2004 | Variação demográfica do município entre 1991 e 2004 | Variação demográfica do município entre 1991 e 2004 |
| --------------------------------------------------- | --------------------------------------------------- | --------------------------------------------------- | --------------------------------------------------- |
| 1991                                                | 1996                                                | 2001                                                | 2004                                                |
| 1201                                                | 2337                                                | 3518                                                | 4221                                                |